# Дивизия «Шарлемань»
33-я доброво́льческая пехо́тная диви́зия СС «Шарлема́нь» (1-я францу́зская) (нем. 33. Waffen-Grenadier-Division der SS „Charlemagne“ (französische Nr. 1)) — тактическое соединение войск СС нацистской Германии. Названа в честь Карла Великого (фр. Charlemagne). Дивизия «Шарлема́нь» была сформирована из добровольцев, граждан Франции. Вела боевые действия в начале 1945 года в Померании, затем участвовала в обороне Берлина. Понесла большие потери. Остатки дивизии сдались в плен американцам.

## Использование и подчинение
Формирование бригады «Шарлемань» было начато ещё в 1944 году, однако дивизией это воинское формирование стало только 10 февраля 1945 года в Западной Пруссии, после переформирования добровольческой пехотной бригады СС «Шарлемань» (французской № 1) нем. Waffen-Grenadier-Brigade der SS "Charlemagne" (franz. Nr. 1), с приданием ей статуса дивизии. Информации о переименовании бригадных частей в дивизии нет.
За всю свою историю «Шарлемань» переименовывалась несколько раз:
- март 1943 года: «Légion des Volontaires Français»
- октябрь 1943 года: «Franzosisches SS-Freiwilligen-Grenadier-Regiment»
- ноябрь 1943 года: «Franzosisches SS-Freiwilligen-Regiment 57»
- июль 1944 года: «Franzosisches-Freiwilligen-Sturmbrigade»
- август 1944 года: «Waffen-Grenadier-Brigade der SS „Charlemagne“ (französische No. 1)»
- февраль 1945 года: «33.Waffen-Grenadier-Division der SS „Charlemagne“ (französische No. 1)»

## Боевые действия
Участвовала в обороне Померании, где понесла большие потери. 25 марта 1945 года подразделение было отведено к востоку от Нойштрелица и должно было находиться там на отдыхе до конца пополнения.
Позже дивизия была направлена на поддержку берлинского гарнизона.
В ночь с 23 на 24 апреля 1945 г. командир дивизии «Шарлемань» бригадефюрер Густав Крукенберг получил в Нойштрелице срочную телеграмму из берлинской Рейхсканцелярии с приказом немедленно явиться на защиту столицы Рейха. В рядах французской дивизии, насчитывавшей в начале 1945 г. около семи с половиной тысяч бойцов, к тому времени оставалось не более 1100. Из пожелавших прекратить борьбу был создан трудовой батальон. 300 добровольцев «Шарлемань» решили сражаться до конца и вызвались прорваться в Берлин. Из них Крукенберг сформировал штурмовой батальон.
24 апреля батальон на девяти грузовиках отправился в Берлин. В столицу Рейха им удалось прорваться через северо-западные пригороды в Науэне за несколько часов до того, как советские войска полностью окружили город.
Достигнув Олимпийского стадиона в Шарлоттенбурге, французы перегруппировались и пополнили свои запасы амуниции с брошенного склада Люфтваффе. Батальон был разделён на 4 стрелковые роты по 60—70 человек в каждой и передан под командование гауптштурмфюрера Анри-Жозефа Фене вместо Крукенберга, который был поставлен во главе дивизии «Нордланд», получившей французов в своё тактическое подчинение. Вслед за тем штурмбатальон «Шарлемань» под постоянными советскими бомбардировками выдвинулся на восток Берлина в район Нойкельн, где вступил в бой с наступающей Красной армией.
После ожесточённых боёв на Hasenheide и при обороне аэродрома Tempelhof 26 апреля французы отошли на запад через канал Landwehr и, ведя оборонительные бои в районе Кройцберг, постепенно отступали в центр города, где приняли участие в боях за Рейхсканцелярию и квартал правительственных зданий. Последний командный пункт дивизии располагался рядом с Рейхсканцелярией в подземном павильоне станции метро Штадтмитте в разбитом вагоне, освещённом свечами.
1 мая французы продолжали оборонять Рейхсканцелярию и сражаться на Лейпцигштрассе, вокруг Министерства авиации и на Потсдамерплатц.
Утром 2 мая, вслед за объявлением о капитуляции немецкой столицы, последние 30 бойцов «Шарлеманя» из 300 прибывших в Берлин, покинули бункер Рейхсканцелярии, где кроме них, в живых не оставалось уже никого.
В мае 1945 года остатки дивизии сдались в плен американским войскам.

## Состав дивизии

Вариант нашивки дивизии СС «Шарлемань»

Национальный состав французской дивизии был очень пёстрым. В ней помимо французов служили бретонские националисты, швейцарцы, бельгийцы, русские эмигранты и добровольцы из советских военнопленных и даже один швед.
Кроме европейцев, в «Шарлемани» служили французские добровольцы из Французского Индокитая.
В дивизии служил добровольцем участвовавший в обороне аэродрома Tempelhof и погибший в Берлине на Жандармской Площади (Gendarmenmarkt) Сергей Протопопов, внук последнего министра внутренних дел Российской Империи Александра Протопопова, убитого большевиками в Москве, в Таганской тюрьме, 27 октября 1918 года.

## Планы создания и реальность
Соединение официально основано 1 сентября 1944 года на базе личного состава юнкерской школы СС баварского посёлка Грайфенберг. Также, перед самым началом битвы за Берлин к дивизии присоединились личные составы 11-й добровольческой моторизованной дивизии СС «Нордланд» и бригады «Жанна Д’Арк» (нем. Brigade Jeanne d´Arc). Название дивизии «Шарлемань» («Карл Великий») было дано в память об императоре, объединившем Европу в далёком прошлом, чья могила находится в Аахене. Личность императора стала символом нового немецко-французского союза. Знаком дивизии, так никогда и не использовавшемся при боевых действиях, стал новый герб, скопированный с одежд Карла Великого — двучастный щит, разделённый вертикально. На левом поле изображена половина германского орла (нем. Reichsadler) — белый на золотом поле, справа же — 3 французских традиционных лилии, на синем поле. Вместо этого знака использовался шеврон с нанесённым на него французским триколором (), а знак с гербом так и не был введён в использование.

## Расстрел 12 пленных солдат дивизии

Генерал Леклерк (с тростью) принимает у американской стороны 12 соотечественников, служивших в дивизии «Шарлемань». На следующий день они будут расстреляны по его приказу без суда и следствия

6 мая 1945 года в Баварии в 30 км от городка Бад-Райхенхалль, 12 французов, служивших в дивизии «Шарлемань», и только вышедших из госпиталя после ранений, без сопротивления сдались американским войскам. На следующий день выяснилось, что 7 мая город передаётся в зону ответственности французских частей из состава войск генерала Леклерка. К месту передачи военнопленных подъехал генерал. Узнав, что солдаты в немецкой форме — французы, он пришёл в негодование и начал их всячески оскорблять, называть «Бошами» и «предателями». Когда же он произнёс слова: 
«Как же вы, французы, могли носить немецкую форму?»
 — один из пленных не выдержал и дерзко ответил: 
«Так же, как вы, генерал, можете носить американскую».
После этих слов Леклерк впал в ярость и приказал расстрелять пленных. По одной из версий, столь жестокий приказ генерал отдал, находясь под тягостным впечатлением от осмотра лагеря смерти в Дахау, где вроде бы Леклерк был накануне. Как бы то ни было, на следующий день, 8 мая, 12 французских эсэсовцев вывели на расстрел.
По их просьбе с ними пообщался католический священник. Далее приговорённые наотрез отказались от завязывания глаз или «гуманной» стрельбы им в спину. Непосредственно перед казнью они начали петь Марсельезу и кричать «да здравствует Франция!», глядя в лица расстрельной команды.
Ожесточённый нераскаявшимися строптивыми «шарлеманьцами», генерал приказал не хоронить тела, а оставить их на поляне. Только три дня спустя, по заявлению местного населения, их похоронили американцы.
В 1947 году немцы перенесли прах казнённых к монументу. У нескольких солдат удалось выяснить имена. Их выбили на гранитной плите, где изображён один из символов Франции «королевская лилия», и написаны слова: «12 храбрым сынам Франции».
Вот фамилии тех, у кого нашли документы:
- Оберштурмфюрер СС Сергей Кротов (фр. Serg Krotoff), из семьи русских эмигрантов.
- Унтерштурмфюрер СС Поль Бриффо (фр. Paul Briffaut).
- Унтерштурмфюрер СС Робер Доффа (фр. Robert Doffat).
- пехотинец Жан Робер (фр. Jean Robert).
- пехотинец Раймонд Пайра (фр. Raymond Pairas).
- Жак Понно (фр. Jacques Ponnau), звание не определено. Личность идентифицировали в 1979 году по фотографии.

## Командиры
- 1944 год — февраль 1945 года — бригадефюрер СС Эдгар Пуо (фр. Edgar Puaud)
- февраль — апрель 1945 года — бригадефюрер СС Густав Крукенберг (нем. Dr. Gustav Krukenberg)
- апрель — 9 мая 1945 года — штурмбанфюрер СС Вальтер Зиммерманн

Формировалась в Германии с февраля 1945 года из штурмовой бригады «Карл Великий». Бригада участвовала в боях на Карпатском фронте и в Померании. Дивизия сражалась в районе Нойштеттена. Часть соединений сдалась американским войскам в районе Моосбурга. Французские части были уничтожены 4—5 мая 1945 года.

## Подразделения дивизии
Основные боевые подразделения, по состоянию на февраль 1945 года, были следующими:
- 57-й добровольческий пехотный полк СС (нем. Waffen-Grenadier-Regiment der SS 57 (franz. Nr.1))
- 58-й добровольческий пехотный полк СС (нем. Waffen-Grenadier-Regiment der SS 58 (franz. Nr.2))
- 33-й артиллерийский дивизион (нем. Artillerie-Abteilung)
- 33-й противотанковый артиллерийский дивизион (нем. Panzerjäger-Abteilung)
- 33-я сапёрная рота (нем. Pionier-Kompanie)
- 33-я рота связи (нем. Nachrichten-Kompanie)
- 33-я полевая запасная рота (нем. Feldersatz-Kompanie)